# Nathan Rahl
Nathan Rahl è un personaggio secondario immaginario della saga fantasy La spada della verità, scritta dallo statunitense Terry Goodkind. Nella serie televisiva non compare.

## Aspetto
Nathan è un uomo alto dalle spalle larghe, con sguardo rapace e luminosi occhi azzurri. Ha lunghi capelli bianchi e, sebbene abbia quasi mille anni, ha l'aspetto di un settantenne.

## Biografia
Nathan viene portato da piccolo al Palazzo dei Profeti a Tanimura dalle Sorelle della Luce, che lo rinchiudono nei sotterranei dietro schermi magici, con al collo un Rada'Han che blocchi i suoi poteri e gli impedisca di fuggire. L'uomo passa così molti secoli all'interno del Palazzo, scoprendo che in esso ci sono delle Sorelle dell'Oscurità votate al Guardiano. In seguito, Richard, discendente di Nathan, arriva al Palazzo per imparare a essere un mago e riesce a raggiungere il profeta nei sotterranei, dove Nathan gli rivela che lui è un mago guerriero. Richard chiede l'aiuto di Nathan nuovamente per guarire la Priora Annalina, gravemente ferita nella battaglia contro la Sorella dell'Oscurità Ulicia, e il profeta insegna a Sorella Verna come togliere il Rada'Han a Richard.
In seguito agli sforzi per cercare di guarire, invano, Annalina, Nathan muore, ma Verna scopre che sono ancora vivi. Il profeta, dopo aver dato una mano per infrangere lo scudo attorno al Palazzo dei Profeti, che rallenta l'invecchiamento dei residenti, riesce a togliersi il Rada'Han e scappare: arrivato nella città di Renwold salva una donna, Clarissa, dalle mani dei soldati dell'Ordine Imperiale, prendendola sotto la sua ala protettrice. Pur avendo confessato ad Annalina i sentimenti che prova per lei, Nathan comincia una relazione con Clarissa, spacciando se stesso per il plenipotenziario di Jagang e la donna come concubina dell'imperatore; si mette inoltre d'accordo con il sovrano per diventare il suo braccio destro e nuovo capo del D'Hara. In cambio dell'uccisione di Richard, Jagang accetta di consegnare a Nathan il libro che Sorella Amelia ha rubato dal Tempio dei Venti e che ha scatenato la peste. Nathan, che in realtà vuole distruggere tutti i libri di profezie in possesso di Jagang, manda Clarissa a prenderlo al palazzo dell'imperatore, dandole appuntamento nel Vecchio Mondo, alla foresta di Hagen, dove la donna arriva, dopo aver fatto esplodere il palazzo, con Verna, Warren, la vecchia conoscenza Manda e le Sorelle Janet e Amelia. Queste ultime tre, però, attaccano il gruppo, uccidendo Clarissa, e solo l'intervento di Kahlan permette agli altri di sopravvivere. Dopo aver fermato i mal di testa di Warren, Nathan si allontana nuovamente.
Diversi mesi dopo, il profeta si trova al Palazzo del Popolo, dove svolge le funzioni di lord Rahl al posto di Richard: quando Annalina giunge al Palazzo per catturarlo, Nathan, avendone previsto l'arrivo, la fa imprigionare nelle segrete, liberandola solo una volta ricevute le scuse della donna per come è stato trattato dalle Sorelle della Luce e da lei stessa. Insieme ad Annalina raggiunge Richard nel Bandakar e lo aiuta a cacciare l'Ordine Imperiale dalla città di Hawton, dove resta per aiutare i Bandakariani ad erigere una nuova difesa. Qui trova delle stanze sotterranee al cimitero piene di rari libri di profezie: questi, però, contengono inspiegabilmente delle pagine vuote e né lui, né Ann riescono a ricordare il testo mancante, pur avendo già letto alcuni dei testi al Palazzo dei Profeti e sapendo che non contengono pagine bianche. Tutte le profezie mancanti sono legate a Richard e a un periodo successivo alla sua nascita; una di quelle rimaste dice che, quando Jagang dividerà il suo esercito, comincerà la battaglia finale e che, se non verranno guidati da Richard, perderanno. Essendo la cosa appena accaduta, Nathan e Ann partono per raggiungere il ragazzo ad Aydindril e convincerlo a guidare l'esercito. Richard, però, preferisce scoprire che cosa è successo a Kahlan, scomparsa dalla memoria di tutti: considerandolo pazzo, Nathan chiede a Nicci di usare la Magia Detrattiva su di lui per cancellare i ricordi legati a Kahlan; tuttavia, la donna non adempie al compito e Richard, dopo aver scoperto che la scomparsa di sua moglie è dovuta a un incantesimo chiamato Catena di fuoco, responsabile anche della cancellazione delle profezie dai libri, e che alcune Sorelle dell'Oscurità intendono riattivare le scatole dell'Orden, convince tutti ad aiutarlo. Quando Richard sparisce misteriosamente e il legame tra lui e i D'Hariani si spezza, Nathan, essendo l'unico Rahl rimasto, assume il ruolo di lord Rahl per tenere in vita il legame e proteggere il popolo da Jagang; si reca quindi al Palazzo del Popolo con Ann per preparare la resistenza all'assedio del tiranno dei sogni. Al ritorno di Richard, gli cede nuovamente il titolo.